# 다토델드룸박쥐
다토델드룸박쥐 또는 북부자유꼬리박쥐(Chaerephon johorensis)는 큰귀박쥐과에 속하는 박쥐의 일종이다. 인도네시아와 말레이시아에서 발견된다.